# Riera de Riudaura
La riera de Riudaura o de Ridaura és un curs d'aigua de la Garrotxa que forma part de la conca alta del riu Fluvià. Neix al coll de Canes, a la serra de Puig Estela, a uns 1.100 m d'altitud dins el municipi de Riudaura. Amb un recorregut d'aproximadament 15 km, segueix principalment direcció est on voreja la vila de Riudaura i passa pel municipi d'Olot, aleshores, pren direcció nord, prop de l'Hostal del Sol, on voreja la muntanya de Sant Valentí i desemboca a la riera de Bianya, a uns 330 m d'altitud entre els municipis de Bianya i Sant Joan les Fonts.
Pel seu curs a la vall de Riudaura, rep les aigües de diversos barrancs, com el torrent de la Plana, el torrent de Valldossera i el rierol del Roquer. Fa de termenal entre els municipis de Riudaura i La Vall d'en Bas prop del Coll dels Morts, i al final del seu curs, fa de termal entre Olot, la Vall de Bianya i Sant Joan les Fonts.

## Història
De la riera de Riudaura es van extreure blocs de pedra per a fabricar eines en l'assentament humà del Paleolític superior ubicat a la part baixa del pla d'Olot. Les colades de lava, durant l'activitat volcànica, van barrar el curs de la riera de Riudaura i van provocar que canviés de vall.
L'any 2023 es va assecar al seu pas pel Pla de Baix d'Olot.